# ランド (不動産会社)
株式会社ランドは、神奈川県横浜市西区に本社を置く不動産会社。
2009年2月期以降業績が悪化し、介護サービス付きのシニア住宅事業へのシフト、債務の株式化を含む第三者割当増資や債務免除などにより、再建を図った。2017年には業績が回復し、「継続企業の前提に関する重要事象等」の記載を解消。2017年2月決算より、黒字化を達成している。

## 沿革
- 1996年 - 元大京の松谷昌樹が株式会社ランドを設立。
- 2003年 - ジャスダックに上場。
- 2007年 - 東京証券取引所2部に上場。
- 2008年2月29日 - 東京証券取引所1部へ指定替え。
- 2014年 - 本社を現在地に移転。

## マンションブランド
- ランドシティ

## 証券取引等監視委員会による強制調査
2012年12月5日、証券取引等監視委員会が金融商品取引法違反（有価証券報告書の虚偽記載）の疑いで強制調査に入った。その後、神奈川県警察と合同で捜査が行われている。容疑事実は、2011年2月期及び2012年2月期において債務超過であったにもかかわらず、有価証券報告書に資産超過である旨の虚偽表示を行ったというものであった。争点としては、2011年1月に不動産所有権移転登記を行った都内不動産2件について、「譲渡担保契約ではなく売買契約と認定し売却損を計上すべきだったのではないか」「（譲渡担保だったとしても）評価減が避けられない棚卸資産から、減損要否を判断しうる固定資産に振り替えたことは妥当か」「（振替が妥当としても）市場価格が著しく下落していたのであるから、減損処理すべきだったのではないか」の3点が挙げられた。2013年5月2日、第三者調査委員会は最終調査報告書を提出し、関係者からのヒヤリングが行えないため確定的な意見の提供は差し控えるが、固定資産への振替行為の適切性と減損会計の適用については重大な疑義があると指摘した。しかし会社側はセカンド・オピニオンを示すなどして、一連の会計処理は適切なものであったと主張している。